# Trương Kim Hùng
Trương Kim Hùng (nascido em 8 de dezembro de 1951) é um ex-ciclista olímpico vietnamita. Representou sua nação na prova de corrida individual em estrada nos Jogos Olímpicos de Verão de 1968.